# Miasta Beninu
Według danych oficjalnych pochodzących z 2002 roku Benin posiadał ponad 60 miast o ludności przekraczającej 10 tys. mieszkańców. Siedziba władz Kotonu jako jedyne miasto liczyło ponad pół miliona mieszkańców; stolica kraju Porto-Novo plasuje się dopiero na trzecim miejscu i razem z Godomey i Parakou kwalifikują się do miast z ludnością 100÷500 tys.; 4 miasta z ludnością 50÷100 tys.; 18 miast z ludnością 25÷50 tys. oraz reszta miast poniżej 25 tys. mieszkańców.

## Największe miasta w Beninie
Największe miasta w Beninie według liczebności mieszkańców (stan na 11.05.2013):
| L.p. | Miasto        | Departament | Liczba ludności |
| ---- | ------------- | ----------- | --------------- |
| 1.   | Kotonu        | Littoral    | 678 874         |
| 2.   | Godomey       | Atlantique  | 330 000         |
| 3.   | Porto-Novo    | Ouémé       | 263 616         |
| 4.   | Parakou       | Borgou      | 254 254         |
| 5.   | Abomey-Calavi | Atlantique  | 135 000         |
| 6.   | Bohicon       | Zou         | 105 000         |
| 7.   | Djougou       | Donga       | 95 000          |

## Alfabetyczna lista miast w Beninie
(obok nazwy podana ludność szacunkowo w 2002)
- Abomey 59 672 mieszk.
- Abomey-Calavi 61 450
- Adja-Ouèrè 16 905
- Adjarra 16 255
- Akpro-Missérété 22 491
- Allada 14 915
- Aplahoué 21 443
- Athiémé 10 925
- Avrankou 13 734
- Banikoara 23 203
- Bantè 15 297
- Bassila 25 441
- Bembèrèkè 24 594
- Bétérou
- Bohicon 65 974
- Bori
- Boukoumbé 16 843
- Comé 29 069
- Copargo 19 020
- Cové
- Dassa-Zoumé 23 068
- Djakotomey 15 111
- Djidja 15 549
- Djougou 63 626
- Dogbo-Tota 31 107
- Ekpé 34 917
- Ganvie
- Glazoué 12 822
- Godomey 153 447
- Gogounou 10 679
- Grand Popo
- Ifangni 20 524
- Kalalé 21 584
- Kandi 27 227
- Kérou 34 246
- Kétou 25 102
- Klouékanmè 16 908
- Kobli 17 809
- Kotonu 665 100
- Kouandé 20 723
- Lalo 10 038
- Lokossa 36 954
- Malanville 36 056
- Matéri 17 887
- Natitingou 40 443
- N’Dali 15 314
- Nikki 45 571
- Ouèssè 11 253
- Ouidah 37 647
- Ouinhi 11 552
- Parakou 149 819
- Péhunco 27 101
- Pèrèrè 10 782
- Pobé 33 249
- Porga
- Porto-Novo 223 552
- Sakété 26 036
- Savalou 28 952
- Savé 26 440
- Ségbana 16 115
- Sèmè-Kpodji 12 582
- Sinendé 25 984
- Tanguiéta 20 167
- Tchaourou 20 838
- Tori-Bossito 12 481
- Toucountouna 11 785
- Toviklin 13 562
- Za-Kpota 16 994
- Zè 10 987
- Zinvié 13 212